# Krasnyj Majak (Kraj Krasnojarski)
Krasnyj Majak (ros. Красный Маяк) – osiedle w Rosji, w Kraju Krasnojarskim, w rejonie kańskim. W 2010 liczyło 1134 mieszkańców.